# Synagoge (Honnef)

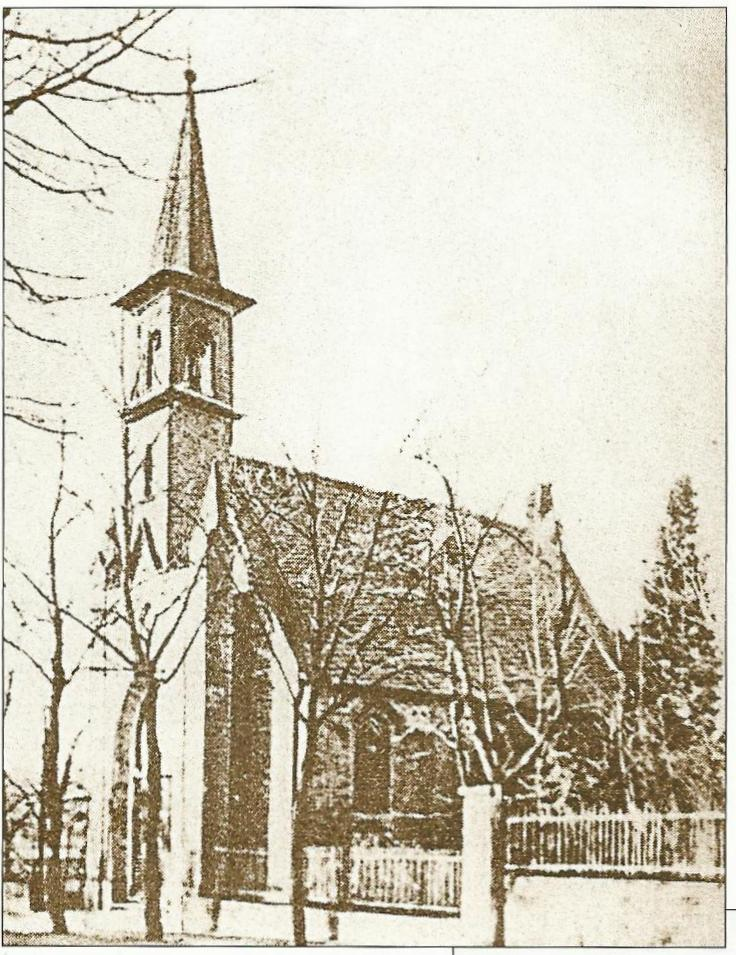
Spätere Synagoge in Honnef (um 1895)

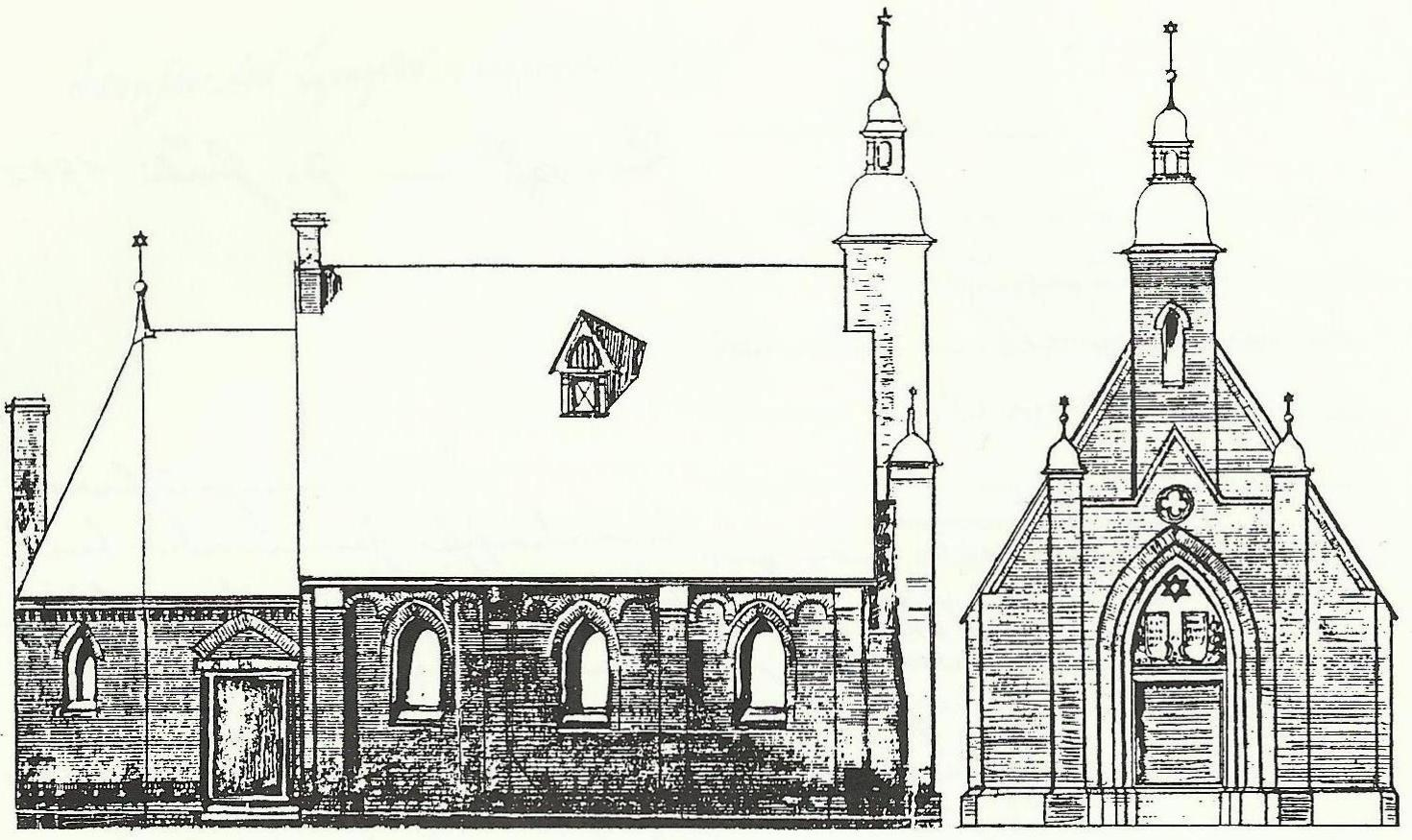
Bauzeichnung zum Umbau von 1902

Die Synagoge in Bad Honnef (bis 1960 Honnef), einer Stadt im Rhein-Sieg-Kreis am Südrand Nordrhein-Westfalens, wurde 1902 in einer umgebauten ehemaligen evangelischen Kapelle eingerichtet und 1938 von den Nationalsozialisten zerstört. Sie befand sich an der Linzer Straße mit der Hausnummer 26 und reichte rückwärtig bis zur Kirchstraße.

## Geschichte
Die im Jahre 1887 eigenständig gewordene jüdische Gemeinde Honnef verfügte zunächst über einen Gebetsraum in einem jüdischen Privathaus an der Rommersdorfer Straße 52.:66 Ab 1897 plante sie den Neubau einer Synagoge und erwarb zu diesem Zweck 1898 für 1200 Mark das Grundstück Schülgenstraße 9–11.:66 Die veranschlagten Baukosten konnten jedoch von der Gemeinde auch nicht mit Hilfe von Sammlungen und Veranstaltungen zugunsten des Vorhabens aufgebracht werden.:67 Im März 1901 beschloss die Synagogengemeinde des Siegkreises daher, für 8000 Mark die nach Fertigstellung der evangelischen Kirche profanierte Kapelle mit 80 Sitzplätzen an der Linzer Straße, deren Bau nach Vorplanungen ab 1868 im Jahre 1870 begonnen und am 26. April 1871 eingeweiht worden war, zu erwerben und sie für 1.100 Mark zur Synagoge umzubauen. Der Kaufvertrag wurde am 6. September 1901 geschlossen.:67 Am 9. Mai 1902 genehmigte der Oberpräsident der Rheinprovinz Berthold von Nasse eine zur Finanzierung dieser Kosten beantragte Hauskollekte innerhalb des Regierungsbezirks Köln:67, die 1.189 Mark einbrachte:68. Auf den Bauantrag für den Umbau vom 7. Juli 1902 hin wurde am 18. August die Baugenehmigung erteilt. Mit Entwurf, Planung und Ausführung war der Honnefer Architekt Ottomar Stein beauftragt. Der Umbau beinhaltete die Zumauerung des vormaligen Kapelleneingangs und die Schaffung eines neuen Eingangs an der Südseite des ehemaligen Chors, die Anbringung von Davidstern und Gesetzestafeln im Spitzbogen sowie die provisorische Abtrennung des Chorraums vom Kirchenschiff zwecks Nutzung als Unterrichtsraum.:68 Die Einweihung der Synagoge erfolgte am 12. und 13. September 1902.:41, 69 In der Synagoge fand zuletzt, mindestens ab 1922, auch der Religionsunterricht für die jüdischen Kinder aus der Synagogengemeinde Oberdollendorf statt.
Im Zuge der Novemberpogrome 1938 wurde die Synagoge am Nachmittag des 10. Novembers zerstört.:89 ff. Das Grundstück wurde im März 1939 arisiert, auf ihm sollte gemäß der Planung des neuen Besitzers eine Tankstelle sowie eine Garage errichtet werden.:523:176 1943 wurde dort eine Schulbaracke für evakuierte Waisenkinder aus Köln errichtet; heute wird das Grundstück gewerblich als Tankstelle genutzt. Seit dem 10. November 1979 weist an der Begrenzungsmauer des Grundstücks an der Kirchstraße eine Bronzeplatte als Gedenktafel mit einer reliefartigen Darstellung der Synagoge und der Menora:643 auf den Standort der ehemaligen Synagoge hin.:181